# RNASE13
RNASE13 (англ. Ribonuclease A family member 13 (inactive)) – білок, який кодується однойменним геном, розташованим у людей на 14-й хромосомі. Довжина поліпептидного ланцюга білка становить 156 амінокислот, а молекулярна маса — 17 845.
| 10         |  | 20         |  | 30         |  | 40         |  | 50         |
| ---------- |  | ---------- |  | ---------- |  | ---------- |  | ---------- |
| MAPAVTRLLF |  | LQLVLGPTLV |  | MDIKMQIGSR |  | NFYTLSIDYP |  | RVNYPKGFRG |
| YCNGLMSYMR |  | GKMQNSDCPK |  | IHYVIHAPWK |  | AIQKFCKYSD |  | SFCENYNEYC |
| TLTQDSLPIT |  | VCSLSHQQPP |  | TSCYYNSTLT |  | NQKLYLLCSR |  | KYEADPIGIA |
| GLYSGI     |  |            |  |            |  |            |  |            |

A: Аланін

C: Цистеїн

D: Аспарагінова кислота

E: Глутамінова кислота

F: Фенілаланін

G: Гліцин

H: Гістидин

I: Ізолейцин

K: Лізин

L: Лейцин

M: Метіонін

N: Аспарагін

P: Пролін

Q: Глутамін

R: Аргінін

S: Серин

T: Треонін

V: Валін

W: Триптофан

Секретований назовні.